# Gonomyia sulphurelloides
Gonomyia sulphurelloides är en tvåvingeart som beskrevs av Alexander 1921. Gonomyia sulphurelloides ingår i släktet Gonomyia och familjen småharkrankar. Inga underarter finns listade i Catalogue of Life.